# Livet vil leves
|  | Denne artikel er oprettet af botten PalnaBot ud fra en ekstern database. Den kan derfor have sproglige fejl eller mangler. Denne skabelon kan fjernes efter kontrol af indholdet. |

Livet vil leves er en film instrueret af Jon Bang Carlsen efter manuskript af Jon Bang Carlsen.

## Handling
Det føles forkert, at mødre kan dø. Men det gør de - reflekterer filminstruktøren Jon Bang Carlsen i slutningen af sit filmdigt til sin mor. Moderen var altid i bevægelse, var bange for stilstand, for døden, men forblev hele livet i den lille landsby ved Vesterhavet, mens Jon Bang Carlsen flygtede fra landsbyen og rejste ud på en Amerikarejse. Mod erkendelse og modning. Men hele tiden var de i kontakt, og trods afstandene fandtes hele tiden en nærhed og samhørighed. Moderen er nu død. Men hendes breve og tanker er tilbage. Og Jon Bang Carlsens minder om hende.